# نهر دي
نهر دي هو نهر يقع في مدينة لينكولن بولاية أوريغون بالولايات المتحدة. كان النهر الذي لم يكن اسمًا في يوم من الأيام أقصر نهر في العالم. في موسوعة غينيس للأرقام القياسية على 440 قدم (130 م).